# Lignières-en-Vimeu
 Lignières-en-Vimeu  es una población y comuna francesa, en la Región de Alta Francia, departamento de Somme, en el distrito de Amiens y cantón de Poix-de-Picardie.

## Demografía
| 95 | 110 | 104 | 126 | 121 | 110 | 116 |
| Para los censos de 1962 a 1999 la población legal corresponde a la población sin duplicidades (Fuente: INSEE [Consultar]) |     |     |     |     |     |     |